# Diocese de Tabasco
A Diocese de Tabasco (em latim: Dioecesis Tabasquensis) é uma diocese da Igreja Católica localizada nos municípios de Villahermosa, no estado de Tabasco, pertencente a Arquidiocese de Iucatã no México. Foi fundada em 23 de maio de 1880 pelo Papa Leão XIII. Com uma população católica de 1.510.115 habitantes, sendo 62,8% da população total, possui 114 paróquias com dados de 2021.

## História
Em 25 de maio de 1880 o Papa Leão XIII cria a Diocese de Tabasco através do território da Diocese de Iucatã. Em 1964 a Diocese de Tabasco, juntamente coma a  Diocese de Chiapas e a Diocese de Tapachula perdem território para a formação da Diocese de Diocese de Tuxtla Gutiérrez .

## Lista de bispos
A seguir uma lista de bispos desde a criação da diocese em 1880.
|                   | Nome                                      | Período           | Notas                            |
| Bispos de Tabasco | Bispos de Tabasco                         | Bispos de Tabasco | Bispos de Tabasco                |
| ----------------- | ----------------------------------------- | ----------------- | -------------------------------- |
| 13º               | Gerardo de Jesús Rojas López              | 2010 - atual      |                                  |
| 12º               | Benjamín Castillo Plascencia              | 2003 - 2010       | Nomeado bispo de Celaya          |
| 11º               | Florencio Olvera Ochoa                    | 1992 - 2002       | Nomeado bispo de Cuernavaca      |
| 10º               | Rafael Garcia González                    | 1974 - 1992       | Nomeado bispo de León            |
| 9º                | Antonio Hernández Gallegos                | 1967 - 1973       | Faleceu no cargo                 |
| 8º                | José de Jesús Angulo del Valle y Navarro  | 1945 - 1966       | Faleceu no cargo                 |
| 7º                | Vicente Camacho y Moya                    | 1930 - 1943       | Faleceu no cargo                 |
| 6º                | Pascual Díaz y Barreto, S.J.              | 1922 - 1929       | Nomeado arcebispo do México      |
| 5º                | Antonio Hernández e Rodríguez             | 1912 - 1922       |                                  |
| 4º                | Leonardo Castellanos e Castellanos        | 1908 - 1912       | Faleceu no cargo                 |
| 3º                | Francisco Maria Campos e Ángeles          | 1897 - 1907       | Nomeado bispo de Chilapa         |
| 2º                | Perfecto Amézquita e Gutiérrez, C.M.      | 1886 - 1896       | Nomeado bispo de Puebla–Tlaxcala |
| 1º                | Agustín de Jesús Torres y Hernández, C.M. | 1881 - 1885       | Nomeado bispo de Tulancingo      |